# Pterolophia suginoi
Pterolophia suginoi là một loài bọ cánh cứng trong họ Cerambycidae.